# Escola paisatgística d'Olot
|  | Aquest article tracta sobre el grup d'artistes, per l'escola vegeu Escola d'Art d'Olot |

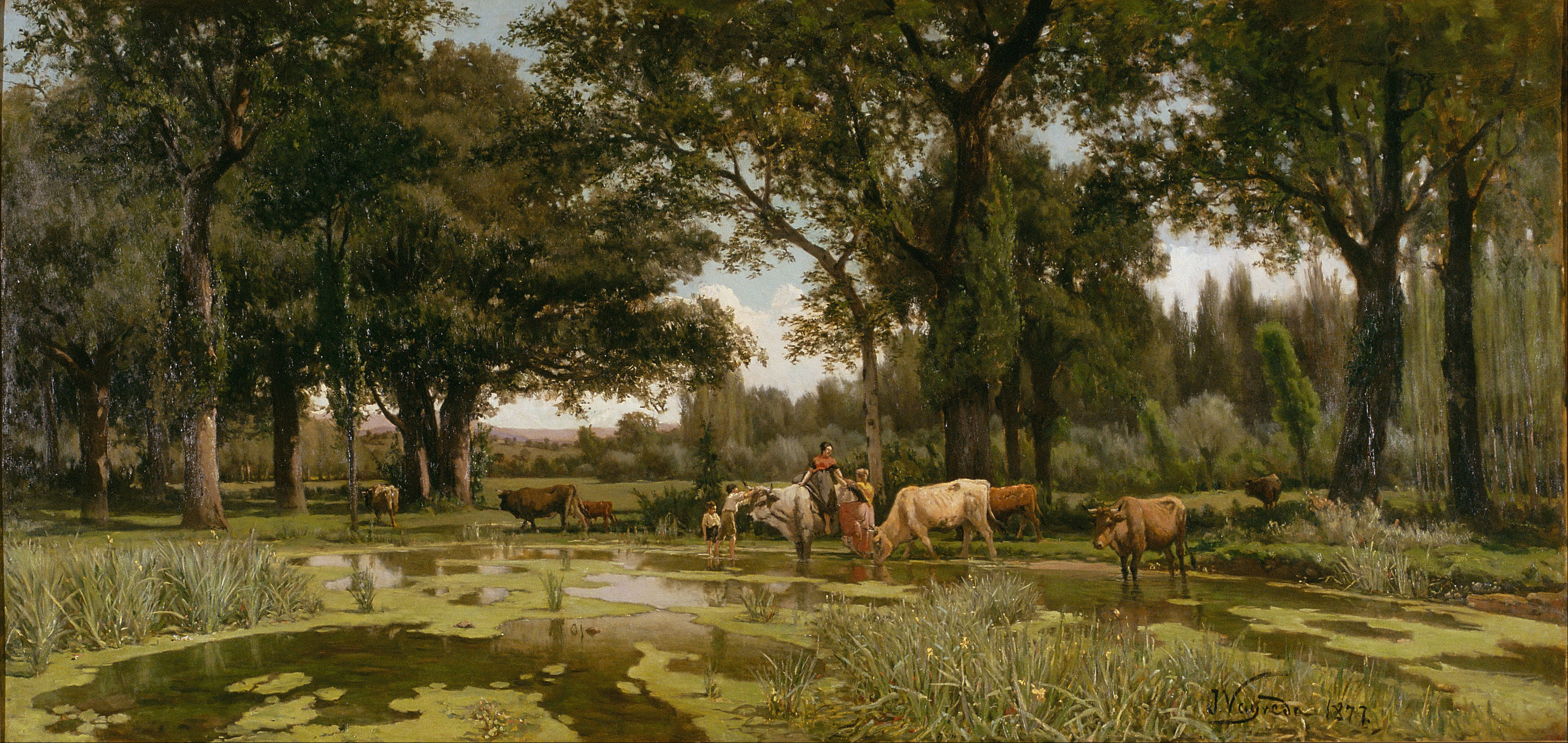
Joaquim Vayreda: Estiu (1877). MNAC.

L'Escola paisatgística o Escola pictòrica d'Olot és un grup d'artistes pintors que varen iniciar un estil pictòric a la segona meitat del segle xix. Inclou no tan sols els artistes olotins, sinó tots aquells que han pres el paisatge d'Olot com a font d'inspiració per a llurs realitzacions, executades, però, amb plena llibertat de tendència, d'estil i de tècnica. Per extensió s'inclouen en aquest grup a tots els artistes pictòrics vinculats a Olot i la seva comarca, la Garrotxa, i els que venien atrets pel nucli original de pintors. Es tracta de l'escola catalana de paisatge més destacada, que té algunes similituds a la de Barbizon.

## Història
A Catalunya, la puixança i proliferació de la pintura coincideixen amb el moment històric de la Restauració. Període marcat per la prosperitat econòmica que afavorí una burgesia que es constituí com el motor de la Renaixença cultural del catalanisme polític. Aquesta burgesia tingué, en el camp de l'art, una influència molt considerable; volia un art realista però, al mateix temps, amable, elegant i optimista, i preferí la pintura per damunt d'altres disciplines. Aquest període va propiciar a Catalunya l'inici i consolidació de diverses escoles pictòriques, entre elles la d'Olot.
Pren importància perquè es tracta de l'aparició d'una escola catalana de paisatge similar a l'escola paisatgística de Barbizon. El seu creador fou Joaquim Vayreda i Vila, format sota el mestratge de Ramon Martí i Alsina. Després d'unes obres de clara tendència naturalista passà a un nou concepte de plasmació: les múltiples versions del paisatge d'Olot, en què el tractament de la llum i les variacions cromàtiques són elements importants. L'Escola d'Olot va prendre el paisatge de la Garrotxa com a font d'inspiració per a la seva obra, però amb llibertat d'estil. Els quadres de Vayreda atragueren l'atenció d'altres artistes com Barrau, Galwey, Brull, Masriera, Urgell, Casas, Rusiñol i altres que anaren a Olot i pintaren també aspectes d'aquest paisatge.
La tradició artística d'Olot fou recolzada amb la fundació de l'Escola d'Art d'Olot l'any 1783 pel bisbe Tomàs de Lorenzana, i també per la creació de tallers dedicats a la reproducció d'imatges religioses. El primer taller que es dedicà a aquesta tasca, "El Arte Cristiano" fou fundat l'any 1880. La indústria d'imatgeria religiosa es va estendre notablement a partir del 1900 a Olot i es va convertir en una important activitat econòmica de la ciutat. Actualment l'antiga fàbrica del Arte Cristiano s'ha convertit en el Museu dels Sants.
L'escola s'institucionalitzà amb la tasca pedagògica del pintor Josep Berga i Boix, director del Centre Artístic d'Olot —fundat per Vayreda (1869)— i, més tard, director de l'Escola Pública de Dibuix (1877-1914). Les exposicions anuals organitzades primer pel Centre i després per altres entitats olotines ajudaren a difondre aquesta pintura.
També a les aules de l'Escola Pública de Dibuix -anomenada des del 1939 Escola de Belles Arts i Oficis***s'han format sota la direcció d'Ivó Pascual (1914-1936), Martí Casadevall i Mombardó (1932-1951), Bartomeu Mas i Collellmir (1961-1969) i, en l'actualitat, de Joan Vilà i Moncau, nombrosos artistes que per llurs realitzacions han donat continuïtat a l'escola. Les exposicions anuals realitzades des del Centre Artístic i més tard per altres entitats olotines, com el Centre Catalanista, ajudaren a difondre el moviment. Hom podria mencionar d'entre una nombrosa llista diversos continuadors com Josep Berga i Boada, Josep Clarà, Melcior Domenge, Josep Pinós, ...

## L'Escola d'Olot, avui
Actualment a Olot se celebra anualment la Fira del Dibuix el dia de Sant Lluc; aquesta fira popular reuneix un gran nombre d'artistes que venen les seves obres directament al públic. Aquesta fira es va concebre especialment per a la venda d'obres sobre paper, com ara esborranys, però últimament s'hi poden trobar obres pictòriques elaborades en tota mena de tècniques.
Des del curs 2003-2004 l'Escola d'Art d'Olot s'anomena "Escola Superior d'Art i Disseny" completant l'oferta formativa amb una diplomatura de Disseny d'Interiors; des del curs 2007-08 l'Escola imparteix també la diplomatura de Disseny Gràfic; i totes dues diplomatures actualment s'estan convertint en estudis de grau en disseny (segons el Procés de Bolonya). En l'actualitat està dedicada a satisfer les necessitats de formació artística de més de quatre-cents alumnes procedents, principalment de totes les comarques veïnes.
Darrerament l'expressió "Escola paisatgística d'Olot" no està gaire ben acceptada, especialment pels motius següents:
No tots els artistes plàstics vinculats a Olot pinten paisatges.
No tots els artistes que s'inclouen en aquest grup viuen o treballen a la ciutat d'Olot.
Per aquestes raons seria preferible parlar del grup dels artistes plàstics garrotxins.

## Llista alfabètica d'artistes de laGarrotxa
- Agustí Farjas, Toni
- Algueró, Tavi (Castellfollit de la Roca,1963)
- Arbós Colom, Roc (Olot 1930-1996)
- Augé Solé, Joan (Olot 1927)
- Bach Sastre, Jaume
- Badosa Conill, Lluís (Sant Joan les Fonts 1944)
- Barcons Oriol, Fidel (La Pinya 1950)
- Barnadas Fàbrega, Ramon (Olot 1909)
- Batlle Michel (Tolosa de llenguadoc (Toxexaulouse) 1945)
- Batallé Murlà, Juli (Sant Esteve d'en Bas 1926-Olot 2010)
- Berga i Boada, Josep (Olot 1872-Sant Feliu de Guíxols 1924)
- Berga i Boix, Josep (la Pinya 1837-Olot 1914)
- Blay, Miquel (1866-1936)
- Booth Rosmar (Rosa mª Parejo) (Olot 1948)
- Bosch Pla, Miquel (1918)
- Bulbena Moreu, Xavier (Barcelona 1949-2008)
- Calonge Serra, Ignasi
- Carbonell Colom, Lluís (Olot 1910)
- Carbonell Serra, Xavier (Olot 1942)
- Casacuberta, Jordi (Olot, 1944)
- Casadevall, Martí
- Clapera Mayà, Joan (Olot 1931-2018)
- Clarà i Ayats, Josep (Olot 1878-Barcelona 1958)
- Coderch Figueras, Josefina (Olot 1934)
- Codinach Campllonch, Àngel (Olot 1922)
- Colomer Comas, Josep (Sant Feliu de Pallerols 1935)
- Colldecarrera i Camps, Pere (Olot 1932-2020)
- Colldecarrera Codina, Enric (Olot 1961)
- Comellas, Frederic (Olot 1928-1980)
- Congost Pla, Sebastià (Olot 1919)
- Congost, Carles
- Corriols i Pagès, Salvador (Olot 1907-1975)
- Creus Dalgà, Josep Maria (Salt 1953)
- Creus, Adrià
- Curós Ventura, Jordi (Olot 1930)
- Llorenç Danés Batlle(Sant Privat)
- Danés Berga, Pere (Vall de Bianya 1945)
- Danés Llongarriu, Jordi [Danés-Jordi] (Olot, 1935)
- Domene Berga, Kim (Olot, 1948)
- Domenge i Antiga, Melcior (Olot 1871-1939)
- Duran Martínez, Miquel (Barcelona 1939)
- Duran Font, Ramon (Les Preses 1939)
- Farjas i Darnés, Jordi (Olot 1928-2008)
- Fernández de Castro y de Trinchería, Antonio (Olot 1930)
- Ferré Curós, Joan (Olot 1924)
- Fluvià Aiguabella, Modest (Sant Esteve d'en Bas, 1925)
- García Giraldo, Maria Clara (Bogotà 1955)
- Garralda Alzugaray, Elies (Lesaka 1926-Olot 2012)
- Gironès Casanovas, Nicolau (Olot 1930-2013)
- Granados Llimona, Joan (Barcelona 1931-Sant Joan les Fonts 2005)
- Granyer Junyer, Francesc (Barcelona 1940-2004)
- Griera Calderon, Rafel (Las Palmas 1934)
- Güell, Lluís
- Gussinyé Gironella, Pere (Olot 1898-1980)
- Juanola Comajoan, Lluís (Olot 1945)
- Kanaan Rahi, Bassam (Lataquia, Síria 1947-Granada 2003)
- Leemans Dobbelaere, Joan (Bruxelles 1913)
- López del Valle, Alfonso (León 1922-Sant Joan les Fonts 2009)
- Màdico Fontseca, Àngel (Terrassa 1955)
- Manera, Robert
- Manel·la Fàbrega, Rosa (Olot 1956)
- Manel·la Llinàs, Anna (Olot 1950)
- Marsillach Codony, Joaquim (Olot 1906-1986)
- Mas i Collellmir, Bartomeu (Les Preses 1900-Olot 1980)
- Mas i Pou, Josep (Manlleu 1926-Ripoll 1995)
- Mir i Mas de Xeixàs Josep M. (Olot 1900-1968)
- Montsalvatge Altimira, Joaquim (Barcelona 1945)
- Oliveras Vayreda, Marià (Olot 1924)
- Parejo Pujolar,Emili (Olot 1946)
- Pascual i Rodés, Iu (Vilanova i la Geltrú 1883-Riudarenes 1949)
- Peré Solanilla, Josep Maria (Barcelona 1950)
- Pinós, Josep
- Plana Corcó, Miquel (Olot 1943-2012)
- Plana Puig, Pere (Olot 1927-2009)
- Planes Serra, Ramon (Lleida 1953)
- Plans Vilardebó, Josep Maria (Sant Esteve d'en Bas 1948)
- Pujol Grabolosa, Ramon (Olot 1947)
- Pujol Ripoll, Josep (Olot 1905-1987)
- Quera Tisner, Leonci (Olot 1929-Pina de Ebro 1964)
- Ras Olivas, Imma (Olot 1954)
- Rigall Verdaguer, Àngel (Olot 1963)
- Roca Sadurní, Enric
- Rubió, Enric (Sant Jaume de Llierca, 1964)
- Sala Sibidí, Ignasi (Olot 1910)
- Santos Ruiz, Josep A. (Olot 1954)
- Sellas Ventós, Miquel (Olot 1921)
- Serra i Puigvert, Rosa (Vic 1944)
- Serra Quintana, Joaquim (Tortellà 1927)
- Serrat, Esteve [Paxinc] (Olot 1929-1997)
- Solanilla, Enric (Olot 1963)
- Solé Legares, Lluís (Olot 1942)
- Subirana Suñer, Ismael (Olot 1937
- Sunyé Gatius, Pilar (Molló 1925)
- Torralba, Juan José (México 1937-Mexic 2010)
- Traité Compte, Josep (Olot, 1935)
- Vallsquer, Maurici (Barcelona, 1904 - Olot, 1992)
- Vayreda Puigvert
- Vayreda i Vila, Joaquim (Girona 1843-Olot 1894)
- Vayreda i Vila, Marià (Olot 1853-Barcelona 1903)
- Ventura Julià, Pere (Vilanova i la Geltrú 1946)
- Vilà i Moncau, Joan (Vic 1924)
- Viñet, Àngel (Olot, 1930)
- Viñolas Pujol, Xavier (Amer 1915)
- Xas, Francesc Xavier (Olot 1942)